# Försvagningsord
Försvagningsord är ord som ger försvagande attribut på det som i samband uttrycks. Exempel på ord som kan användas som försvagningsord är: nödvändig, rimlig, kanske, möjligen, kan, tyckte.
Motsatsen är förstärkningsord.

## Typexempel
Försvagningsord kan användas för att kunna neka eller vinkla utsaganden vid senare tillfälle. Hädan följer rättliga exempel ur ett vittnesförhör om Skandiamannen från 1986. Försvagningsord i fetstilt:
| ” | Mannen var ca 35 till 40 år, och var klädd i något mörkt jackliknande plagg. Jeppssons första intryck var att mannen kan ha varit klädd i en mörk dunjacka. Vidare tyckte Jeppsson att mannen hade något som han tyckte såg ut som en keps på huvudet. | „ |